# Хризостом (Димитриадис)
Митрополит Хризостом (греч. Μητροπολίτης Χρυσόστομος, в миру Иоа́ннис Димитриа́дис, греч. Ιωάννης Δημητριάδης; 26 октября 1944, Гёкчеада, Турция — 9 января 2018, Родос, Греция) — епископ Константинопольской православной церкви, митрополит Симский (2004—2018), ипертим и экзарх Южного Эгейского моря.

## Биография
Родился 26 октября 1944 года на острове Гёкчеада в Турции.
Обучался в лицее при Халкинской богословской школе. Окончил Богословский факультет Университета Аристотеля в Салониках.
Пострижен в монашество с именем Иоанн в монастыре святой Анастасии в Халкидики.
13 июня 1968 года в Салониках был рукоположён в сан диакона, а 6 августа того же года — в сан пресвитера, после чего назначен на приход в Ганновере в Германии.
С 1974 по 1976 года служил в качестве настоятеля на приходе в Нью-Йорке. В 1976 году вернулся вновь в Ганновер, где служил настоятелем храма святого Василия.
8 ноября 1980 года в Троицком соборе в Бонне хиротонисан в сан епископа Памфилонского, викария Германской митрополии.
Служил архиерейским эпитропом в Нижней Саксонии, Гамбурге, Бремене и Шлезвиг-Гольштейне. Имел местопребывание при Ганноверском храме.
В 1995—2000 годы служил протосинкеллом Германской митрополии.
20 апреля 2004 года избран митрополитом Симским.
Следуюя призыву патриарха Константинопольского Варфоломея об увеличении числа клириков, имеющих турецкое гражданство, что позволяло бы в будущем участвовать в выборах патриарха Константинопольского, получил паспорт гражданина Турции.
Скончался 9 января 2018 года в Родосе.